# 布達勞
恩里克·艾伯托·巴羅斯·布達勞上校，OBE，ED，CStJ（英語：Colonel Henrique Alberto de Barros Botelho，1906年5月4日—1999年9月26日），世稱布達勞上校（Colonel Botelho），又作布德豪、布特豪和布迪盧等，香港土生葡裔律師、公務員和軍人。他由1946年起加入香港政府律政司署，除了有一段短時間以外，他一直工作到1989年才以83歲高齡退休，是當時港府最年長的在職公務員，編製和修訂《香港法例1964年編正版》成為任內他的其中一項主要工作。
布達勞的曾祖在香港開埠初年已從澳門移居當地，他與曾祖和祖父三代均在港府任職。布達勞早年受教於聖若瑟書院，1926年加入廖亞利孖打律師樓任職法律文員，1933年成為執業事務律師，並於1935年起成為廖亞利孖打律師樓合夥人。此外，他在1925年省港大罷工期間投身屬於兼職和業餘性質的香港義勇防衛軍（皇家香港防衛軍前身），戰前曾任香港總督名譽副官。布達勞也曾參與1941年12月爆發的香港保衛戰，香港淪陷後成為戰俘，直到1945年香港重光後始獲釋放。戰後，他繼續於軍中任職到1975年為止，1961年至1968年曾任皇家香港防衛軍（皇家香港軍團（義勇軍）前身）榮譽上校。
加入律政司署後，布達勞歷任最高法院經歷司、公司註冊官、商標註冊官、破產管理官、高級檢察官和首席檢察官等職，並曾多次署任民事檢察專員和律政專員（法律政策）的職務。專長於法律草擬和法律修訂工作的布達勞，早年在律政司署法律修訂科任職的時候曾參與編製《香港法例1950年編正版》。1960年，他出任法律修訂專員一職，並由他主持下花了近五年時間，於1964年編訂完成新一版的《香港法例1964年編正版》。他於1966年從港府退休後，旋於1968年獲港府按合約條款重行受僱為檢察官，負責每年重新修訂《香港法例1964年編正版》，一直到1989年第二次從港府退休為止，前後共歷21年。他正式退休以後，《1964年編正版》也就不再更新，並於1991年正式被新推出的《香港法例活頁版》取代。
布達勞在工作以外也熱心參與公職，並且活躍於香港的葡裔社群，他曾於1968年至1979年出任香港聖約翰救傷隊總監、1946年至1968年出任香港葡人社交會社西洋會所的會長、以及在1953年至1991年出任紀利華木球會會長。1982年，香港的葡裔社群在港府協助下成立葡僑教育及福利基金，布達勞即獲委任為基金的總理團成員之一。他生前也是西洋會所、紀利華木球會、西洋波會和域多利遊樂會終身會員，以及是英皇御准香港賽馬會（1996年改稱香港賽馬會）遴選會員。

## 生平

### 早年生涯
布達勞1906年5月4日生於香港，是第四代居於香港的土生葡人。他的曾祖父艾伯托·安東尼奧·布達勞（Alberto Antonio Botelho，？－1882年7月19日）最早於1840年從葡萄牙遷居澳門，後來再定居香港，並於1855年加入香港政府，1864年起成為西營盤國家醫院首任藥劑師，在港府工作23年後於1878年因病辭職，1882年在澳門病逝。他的祖父奧古斯托·凱撒·布達勞（Augusto Cezar Botelho，1851年－1909年10月20日）同樣任職港府，他於1872年加入船政司署任職五等文案，1881年升任四等文案，1898年升任三等文案，1905年再升任特級文案，1909年死於任上，服務船政司署前後共37年。
布達勞的父親同樣叫奧古斯托·凱撒·布達勞（Augusto Cezar Botelho，1881年－1941年7月14日），而母親則名叫海倫娜·瑪麗亞·巴羅斯（Helena Maria Barros）。他的父親生前曾在熏蒸消毒及普通消毒局有限公司（Fumigating and Disinfecting Bureau, Limited）擔任秘書一職，統籌該機構協助港府消毒港口船隻的工作，在香港的葡人圈子當中也具知名度。布達勞還有兩名胞姊妹，分別名叫H·A·羅郎也夫人（Mrs. H. A. Noronha）和奧爾加·布達勞（Olga Botelho）。
雖然生於父母位於庇理羅士臺（Belilios Terrace，今位於半山區羅便臣道5號至25號一帶）的寓所，但布達勞出生後不久便舉家遷到堅道2號（明愛堅道社區中心原址）定居，並在那裡住了二十多年。他的父母在九龍界限街（即旺角大球場一帶）也有一所別墅，他小時候那裡成為家人渡過周末的地方。此外，在香港土生土長的布達勞曾見證香港於二十世紀初發生的不少重大事件，例如他親歷1918年發生的跑馬地馬場大火，並且被父親救離被大火焚燒的馬棚；1925年，立法局非官守議員周少岐位於中環普慶坊的寓所被颱風吹毀，包括周少岐在內的周家其中十一人罹難，布達勞在事發前一天正好曾於周家避雨，避過一劫；布達勞也親眼見證英國威爾斯太子愛德華於1922年訪港，以及香港大酒店於1926年被大火焚燬等事件。
布達勞1916年至1924年受教於聖若瑟書院，其後於1924年至1926年接受私人教育。1926年，他加入父親好友長廖亞利孖打（Leo D'Almada e Castro, Snr.）開設於德輔道中67號爹核行（David House）的廖亞利孖打律師樓（Messrs. Leo D'Almada & Co., Solicitors）任職法律文員，接受法律訓練。數年後，他於1933年3月取得香港最高法院執業事務律師資格，並於1935年正式成為廖亞利孖打律師樓合夥人之一，直到1941年12月香港淪陷為止。布達勞在戰前法律界具一定名聲，長廖亞利孖打的次子C·亞利孖打（C. D'Almada e Castro）也跟他在同一所律師樓擔任合夥人，彼此是好朋友；C·亞利孖打任職執業大律師的兄長少廖亞利孖打（Leo D'Almada e Castro, Jr.）也跟布達勞諗熟。

### 軍事生涯
布達勞的父親在1914年至1918年第一次世界大戰期間曾經加入特別後備警隊（香港輔助警察隊前身），協助正規警隊維持香港市面治安。1925年，香港爆發省港大罷工，局勢不穩，市面一遍蕭條，結果在父親的鼓勵下，布達勞擔任傳訊員，負責奔走於香港島市區各地傳遞情報，後來他更索性加入屬於兼職和業餘性質的香港義勇防衛軍任職二等兵。大罷工平息後，港府有見香港的英籍土生葡人於省港大罷工期間在維持社會秩序上提供不少支援，於是在1927年4月成立香港義勇防衛軍葡萄牙連，而布達勞也被編入葡萄牙連，並且是葡萄牙連銀樂隊的創始隊員之一。加入義勇防衛軍後，布達勞每周都要受訓一晚，而且每年都會到新界粉嶺參加周年訓練營。數年後，他於1934年成為少尉，1936年再獲晉升為中尉。備受賞識的他還於1935年至1941年擔任香港總督名譽副官。
第二次世界大戰在1939年爆發後，布達勞獲擢升為上尉，負責指揮五個葡萄牙機關槍連，其後他於1940年11月調任葡萄牙第六連防空輕機槍連指揮上尉。不久以後，日軍於1941年12月8日揮軍香港，香港保衛戰一觸即發。布達勞在戰事爆發後隨即動員參戰，最初駐防於港島東北部的北角太古船塢一帶，並在12月18日與登陸的日軍展開激烈戰鬥。他其後先後退守到港島西部的西角均益倉和港島南部香港仔一帶，直到同年12月25日香港無條件投降為止。雖然葡萄牙在二戰期間屬於中立國，但由於布達勞擁有英籍，所以他跟不少葡籍義勇軍一樣在香港淪陷後淪為戰俘，並於12月27日被送入深水埗集中營囚禁，其後於1942年4月被轉送到亞皆老街集中營，1944年5月再被轉送回深水埗集中營，直到1945年8月日本無條件投降後始獲釋放。在囚期間，集中營內一度謠傳葡籍義勇軍將可獲釋，但他向其他營友表明即使獲得日軍釋放，也不會離開集中營，以示對英國的忠誠。其後，他被指在亞皆老街集中營內從事反日情報工作，結果遭到日軍拷問，但戰後多年的一次訪問當中，他表示不會因為這段經歷而憎恨日本人。
香港重光後不久，布達勞還受命參與一個特別任務，與羅理基（後為爵士）等防衛軍成員乘船前往澳門，負責把一封信函轉交駐節當地的英國領事，以便安排英軍進入澳門，作好接收香港的準備。戰後，布達勞於1946年1月31日復員，但當香港義勇防衛軍在1949年3月併入新成立的香港防衛軍（1951年起稱為皇家香港防衛軍）後，他旋即以上尉軍階重返防衛軍服務，並於1952年3月27日晉升為少校，至1958年被編為後備隊員。他其後還於1961年5月6日出任皇家香港防衛軍榮譽上校，在任七年，到1968年4月1日由賴廉士爵士接替。卸任後，他自1969年10月10日起擔任皇家香港防衛軍後備隊上校，負責在賴廉士休假期間代理其職務。任內他見證防衛軍於1970年再一次改組為皇家香港軍團（義勇軍），最終於1975年以上校軍階正式從軍團退役。
退伍後的布達勞仍十分關注軍團事務，他除了嘗任皇家退伍軍人會香港及中國分會（Royal British Legion (Hong Kong and China Branch)）主席以外，也是香港戰俘協會（Hong Kong Prisoners of War Association）和皇家香港軍團（義勇軍）協會（Royal Hong Kong Regiment (The Volunteers) Association）義工和理事。為肯定他在防衛軍多年來的工作表現，他於1949年3月19日獲港府頒授效率獎章（E.D.），其後更分別於1949年6月和1967年1月獲英廷頒授MBE（軍事）勳銜和OBE（軍事）勳銜。

### 港府生涯

#### 戰後法律工作
1945年8月日本無條件投降後，由海軍中將夏慤（後為爵士）率領的英國皇家海軍艦隊隨即於同月底接管香港，並由他主持下於9月1日設立臨時軍政府，對香港實施軍法管治。本身是執業事務律師的布達勞在軍政府成立後獲得招攬，以上尉身份任職於軍政府轄下的民政事務部律政科，跟隨戰後於港府擔任署理律政司和律政專員（法律政策）等職的軍政府首席法律顧問史德鄰（G. E. Strickland）工作。1946年5月1日，英國恢復對香港的民事管治，軍政府宣告解散；然而，布達勞未有重投私人執業，而是選擇在同一時間以臨時助理民事檢察專員（Temporary Assistant Crown Solicitor）身份加入港府律政司署工作，由此展開他前後超過40年的公務員生涯。有別於不少本地公務員，布達勞罕有地獲港府以海外公務員條款聘任，因此薪酬和福利待遇都要比不少本地公務員為佳。
擔任臨時助理民事檢察專員之初，布達勞曾於1947年2月至1949年1月署任最高法院經歷司和公司註冊官，並於1947年6月6日獲港府奉委官守太平紳士。當時經歷司一職除了負責法院行政、為案件排期聆訊和處理法院的法律事務以外，也兼理各類註冊事宜，所以他其後自1948年10月起進一步兼任署理商標註冊官和破產管理官一職。自1948年6月起，身兼多職的他還兼任法律修訂專員，同年7月一度署任民事檢察專員，其後在10月通過試用成為助理民事檢察專員，並於1949年4月正式借調往律政司署法律修訂科工作。在法律修訂科，他除了參與編製《香港法例編正版》，又曾於1951年6月再次署任民事檢察專員一職，以及於1951年至1955年兼任孤寡撫恤金管理委員會委員，負責監督《孤寡撫恤金條例》的妥善執行。1952年4月，布達勞調任檢察官（Crown Counsel），未幾於同年6月升任高級檢察官，隨後於1959年7月晉升為首席檢察官，期間曾經於1956年10月至1957年1月、以及1960年2月至12月期間多次署任律政專員（法律政策）一職。
1960年12月，布達勞再一次被調回法律修訂科，出任法律修訂專員一職。任內他負責主編《香港法例1964年編正版》，並促成立法局於翌年通過《1965年法例編正版條例》，為香港法例的編訂工作提供更具系統的規範。1966年7月，已年滿60歲的布達勞從港府退休，時任律政司許楠（Maurice Heenan）和其他同僚特地於香港會酒吧舉行榮休晚會，並向他致送銀玫瑰碗一隻以作留念。不過，他其後獲延任法律修訂專員多半年，到1966年12月底才正式卸任，而律政司署則於翌年1月把法律修訂科併入法律改革科。布達勞退休的時間並不長久，因為他很快就在1968年5月獲港府按合約條款重行受僱為檢察官，負責每年重新修訂《香港法例1964年編正版》的工作。他往後連續21年都主持這項繁浩的工作，直到1989年才正式從港府退休。布達勞在港府任職前後超過40年，而且退休時的年齡達到83歲，是港府內最年長的在職公務員，是為香港公務員歷史上的一個特殊紀錄。

#### 香港法例編正版
在律政司署工作多年的布達勞專長於法律草擬和法律修訂工作，並長年在法律修訂科任職。早於1948年6月，他獲委任為法律修訂專員，連同時任律政司祁利芬（後為爵士）和律政專員（法律政策）史德鄰等人負責編訂新一版的《香港法例編正版》。事實上，香港自1841年開埠以來制訂了大量的法律條例，但法例大多透過《香港憲報》發表，分佈零散；因此，為了有系統地收錄和修訂所有香港的法律條例和相關法律條文，港府有需要不時重新整理和編訂香港法例，作為可供政府內部、司法界、法律界、學術機構、以至是公眾人士查閱的最新和最權威的版本。在二戰以前，港府曾先後於1890年、1901年、1912年、1923年和1937年發表五版《香港法例編正版》，因此布達勞參與編訂的新一版《香港法例編正版》不單是港府二戰後的第一份編正版，也是香港開埠以來的第六版編正版。
布達勞參與編訂的編正版是為《香港法例1950年編正版》，這份編正版與之前各版的最大分別，在於各條法律條例不再順著條例制定的時間先後次序排列，而是首先按照各條條例的性質分門別類，然後為各條條例編上法例章號。以前一版的《香港法例1937年編正版》為例，撇除開首所載的《香港條例及規例（1937年版本）條例》（Ordinances and Regulations of Hong Kong (1937 edition) Ordinance）不計，《1937年編正版》第一條收錄的條例是1844年制訂的《土地註冊條例》（Land Registration Ordinance）；不過，同樣撇開載於開首的《法例編正版條例》（Revised Edition of the Laws Ordinance）不計，《1950年編正版》第一條收錄的條例卻是《釋義條例》（Interpretation Ordinance），並且獲編為香港法例第1章；至於原先的《土地註冊條例》則被收錄於1950年編正版的較後部份，而且被編為香港法例第128章。《香港法例1950年編正版》一共有11冊，第一至第六冊收錄了各條法律條例，而第七至第十一冊更首次專門順序收錄了各條條例相應的附屬法例。此外，由香港法例第265章開始，都專門收錄了各條與社團章程和運作有關的法律條例，例子有屬於香港法例第288章的《香港華人基督教聯會法團條例》（Hong Kong Chinese Christian Churches Union Incorporation Ordinance）等。
如前所述，布達勞在1952年調離法律修訂科，但其後於1960年再次返回法律修訂科擔任法律修訂專員，並由他主持下花了近五年時間，於1964年編訂完成新一版的《香港法例1964年編正版》，新版本隨後根據《1965年法例編正版條例》（Revised Edition of the Laws Ordinance 1965）於1967年正式取代舊版成為歷來第七版編正版。《1964年編正版》承襲了《1950年編正版》的一些特色，當中包括按種類排列各條法律條例，以及為各條條例編配法例章號。不過，新版本的最大特色，在於他不再把各條條例和附屬法例分開處理，而是把每條法例跟相關的附屬法例合以活頁釘裝成一本一本的小冊子，若干本小冊子再合為一冊，以方便讀者閱讀。此外，鑑於法律條例的數目持續增長，他將所有涉及社團章程的法律條例重新編配到香港法例第1001章及以後，而香港法例第1000章及之前的法例章號，則預留給其他法律條例使用；以《香港華人基督教聯會法團條例》為例，該條例原本在《1950年編正版》被編為香港法例第288章，但在《1964年編正版》則被重新編為香港法例第1025章，而原先的香港法例第288章也變成為《舞弊及非法行為條例》（Corrupt and Illegal Practices Ordinance）。
編製《香港法例1950年編正版》和《香港法例1964年編正版》的工作十分繁浩，而且很花功夫，加上很多法例動輒有數十年以至上百年歷史，布達勞為編正版加註時，往往需要細心翻查各類文獻、作出深入考證，才能找出條例的制訂及修訂年份和其他相關資料。即使編正版製作完成後，鑑於二戰以後社會發展步伐急速，立法工作日益頻繁，港府如果維持戰前大約每十年才編製新一套《香港法例編正版》，恐怕編正版的內容會容易變得過時，大大落後於現實情況，對政府、社會各界和市民大眾在翻查法律條文方面都造成不便。在這個背景下，布達勞除了有一段短時間從港府退休以外，他往後20多年都負責為港府每年修訂《1964年編正版》，一直到1989年退休為止。20多年間，《1964年編正版》的冊數更由原來的14冊遽然增加至32冊之多。
另一方面，雖然《1964年編正版》面世多年，修訂方法行之有效，廣為用者接納，但隨著時間推移也逐漸出現不少問題。首先，編正版每年的修訂工作費時18個月，意味每年的工作都要跟前一年和後一年的工作重疊。修訂編正版的時候，如果發現條例出現大型修訂，當局便會相應修訂和重新編印相關條例的小冊子，但如果只是小型修訂，有關修訂便會跟其他條例的小型修訂一併匯成一冊（即第31冊）。這種修訂方法十分繁複，而且編正版本的相關修訂版本每年只會大約在年中印行一次，以致編正版往往未能追上法例修訂的速度。由於每年年中印行的修訂版本只收錄前一年12月31日當天生效的法例，這更使到不少習慣以1月1日生效的新法例未能及時被收錄，這些新法例往往被延誤多達18個月，才會被收錄到下一年印行的修訂版本當中。同時間，印製編正版修訂版本的工作被安排於每年年初，正好撞上政府印務局每年編印《財政預算案》的時間，加大了編印和分發編正版修訂版本的難度。修訂版本的收錄內容以前一年的12月31日為分界線，更是與立法局每年7月休會的安排顯得格格不入。
再者，由於每年都有大量的小型修訂，律政司署在《1964年編正版》於1967年面世後不消數個月，便不得不重新引入昔日沿用的舊方法：不時為小型修訂印製大量小便條，然後把小便條分發給所有《1964年編正版》的政府和非政府訂戶，由用者把載有小修訂的小便條直接貼到相應小冊子內需要修訂的地方，以覆蓋舊有的條文。對於一些只涉及單字的微型修訂，當局更只會通知訂戶自行用墨水筆劃走或加入因為法律修訂而出現變動的字詞。然而，以小便條更新法例的方式同樣十分費時失事，從印製到分發小便條，這些小修訂往往需要三到四個月才能夠完成更新；對於一些沒有採用小便條服務的訂戶，就只可翻閱每年修訂的編正版第31冊。即使有採用當局提供的小便條服務，用者也有可能把小便條貼到錯誤的地方，或是把小便條漏掉。隨著法例數目連年遞增，用小便條更新編正版的方式就變得更難打理，導致不少政府部門、大學和律師行都未必擁有一套完全更新的《1964年編正版》。
面對以上情況，港府於1988年11月委出一個以時任副法律草擬專員白雅士（A. B. S. Pierce）為主席的香港法例編正版工作小組，負責全面檢討香港法例的編訂工作。工作小組在1989年5月發表了《香港法例編正版工作小組報告書》，報告書除了指出《1964年編正版》的種種問題外，也考慮到法例數目長遠只會不斷增長，再加上港府需要在1997年主權移交前後推出中英文雙語版的香港法例，估計把法例由英文翻譯成中文後的冊數將會倍增，因此結論編正版長遠而言將不能再滿足實際需要。有見及此，報告書提出改以活頁形式編製香港法例，認為這樣不單止更容易替換需要更新的法律條文，也易於複印，同時也更容易地收錄中英文雙語版法例。結果，布達勞推出的《1964年編正版》最終在1989年停止更新，取而代之的是港府透過《1990年法例（活頁版）條例》在1991年正式推出的《香港法例活頁版》。不過，隨著科技發展，港府於1990年率先開發「雙語法例資料系統」，並著手把所有香港的法律條文由英文翻譯成中文，有關的翻譯工作在1997年5月正式完成，而雙語法例資料系統也在同年7月宣告關發完成。自此，大眾可透過互聯網隨時造訪雙語法例資料系統以閱覽各條香港法例，比起以往查閱活頁版和編正版一類紙本出版物更為方便。

### 晚年生涯
鑑於《香港法例1964年編正版》在1989年停止修訂，布達勞在同一年再一次從香港政府退休。晚年的布達勞在香港過著平靜的退休生活，並經歷了皇家香港軍團（義勇軍）於1995年解散和1997年的香港主權移交。1999年9月26日，他在香港逝世，終年93歲。

## 個人生活

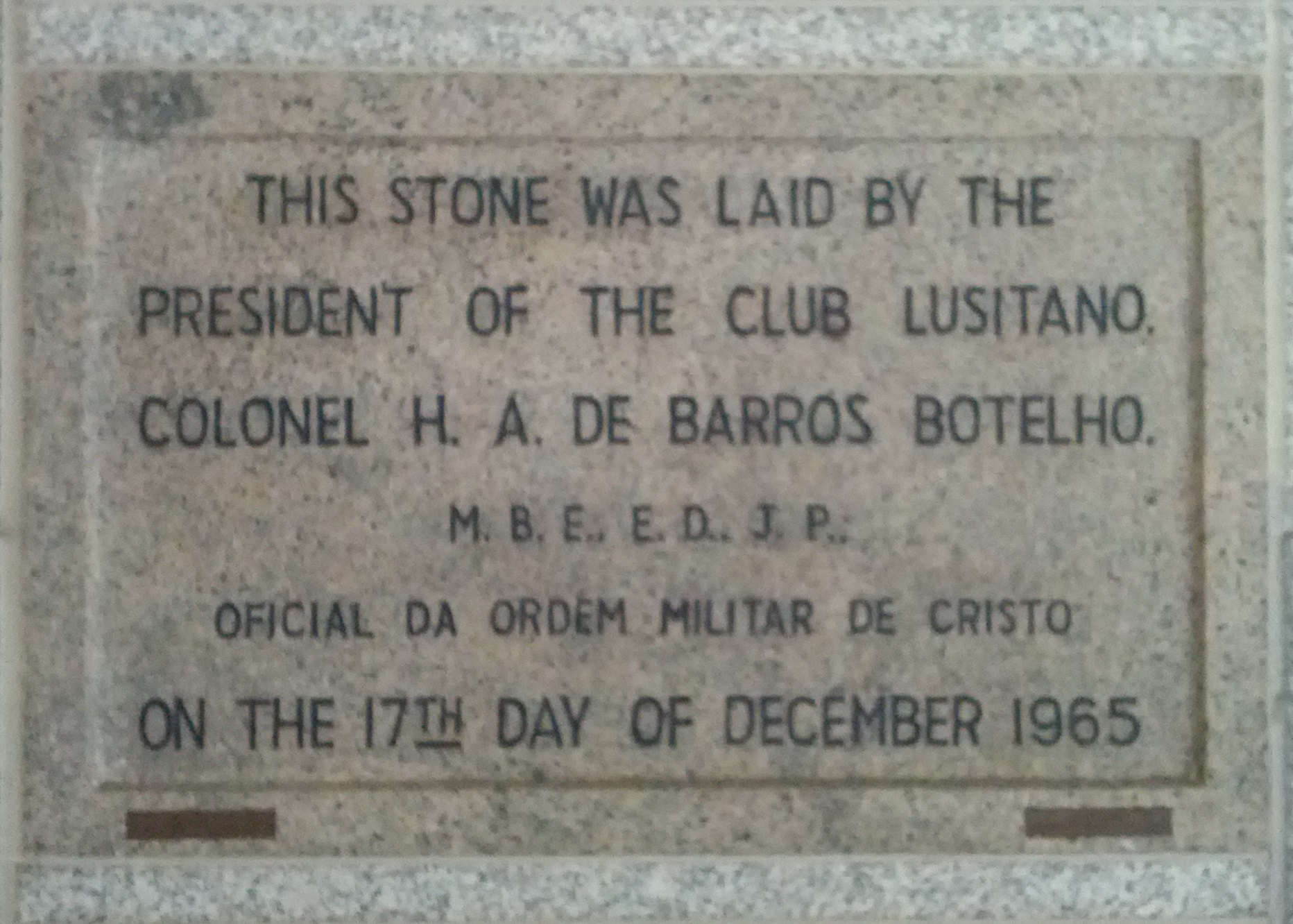
布達勞上校以西洋會所會長身份在1965年12月17日為中環雪廠街的西洋會所大廈立下奠基石。

布達勞信奉羅馬天主教，他終身不婚，沒有子女。在工餘時間，他積極參與社會事務，除了皇家香港軍團（義勇軍）的工作，又在1970年至1973年擔任聖若瑟書院舊生會主席；另外，他長年擔任香港聖約翰救傷隊轄下聖約翰理事會委員，其後更於1968年至1979年出任香港聖約翰救傷隊總監。英廷曾於1969年和1980年分別向他頒授OStJ勳銜和CStJ勳銜，以作肯定。作為香港的英籍土生葡人，布達勞也活躍於香港的葡裔社群，戰前他已經是香港葡人社交會社西洋會所（Club Lusitano）會員，戰後又於1946年至1968年擔任會長，卸任後成為該會終身會員。1982年，香港的葡裔社群在港府協助下成立葡僑教育及福利基金，布達勞即獲委任為基金的總理團成員之一。1949年，葡萄牙當局特別向他頒授基督勳章，以肯定他對香港葡裔社群的支持。
除了西洋會所，布達勞活躍於香港多間紳士會所，他是紀利華木球會、西洋波會和域多利遊樂會終身會員、英皇御准香港賽馬會（1996年改稱香港賽馬會）遴選會員、以及在1953年至1991年出任紀利華木球會會長。戰前的時候，他還是西洋波會的曲棍球隊隊員。認識布達勞的朋友，都愛稱呼他的別名「Bots」和「Uncle "Darkie"」。在會所以外，布達勞的個人興趣包括遠足和飼養剛毛獵狐㹴，戰前的他也喜愛騎馬，並曾以化名「Mr Spilts」飼養多匹小馬。

## 部份著作
- The Laws of Hong Kong. Hong Kong: Government Printer, 1966-1989.
  - （直譯：《香港法例》。香港：政府印務局，1966年－1989年。）

## 榮譽
- 以下列出榮譽全稱及縮寫：^ 
  - 官守太平紳士（J.P.） （1947年6月6日[26]）
  - 基督勳章 （葡萄牙，1949年[26]）
  - 效率獎章（E.D.） （1949年3月19日[3]）
  - 英帝國員佐勳章（軍事）（M.B.E. (Mil.)） （1949年英皇壽辰授勳名單[29]）
  - 英帝國官佐勳章（軍事）（O.B.E. (Mil.)） （1967年元旦授勳名單[30]）
  - 聖約翰官佐勳章（O.St.J.） （1969年1月3日[62]）
  - 聖約翰司令勳章（C.St.J.） （1980年12月18日[63]）

## 注腳
1. 1 2 3 4 5  〈英女王元旦授勳：本港中西人士十九人獲勳，十一人得獎章〉（1967年1月1日）
2. 1 2  〈賴德准將繼布德豪後任香港團隊榮譽上校〉（1968年3月31日）
3. 1 2 3 4 5 6 7 8 9 10 11 12 13 14 15 16 17 18 19 20  Walker (1973), p.45.
4. 1 2 3 4 5 6 7 8 9  Sinclair (1984), p.20.
5. 1 2 3 4 5 6 7 8 9 10  "Col. Barros de Botelho" (30 June 1974)
6. ↑  Civil Establishments of Hongkong for the Year 1871 (1872), p.84.
7. ↑  "The Superintendent of the Government Civil Hospital To the Colonial Surgeon" (10 May 1879)
8. ↑  Government Notification - No. 48 (10 February 1883), p.5.
9. ↑  Civil Establishments of Hongkong for the Year 1873 (1874), p.80.
10. ↑  "Civil Establishments of Hongkong for the Year 1897" (1898), p.I40.
11. ↑  Civil Establishments of Hongkong for the Year 1898 (1899), p.I42.
12. ↑  Civil Establishments of Hongkong for the Year 1908 (1909), p.J68.
13. ↑  Civil Establishments of Hongkong for the Year 1909 (1910), p.J52.
14. 1 2 3  "Funeral of Mr. A. C. Botelho (16 July 1941)
15. ↑  "Botelho, Augusto Ceasar" (5 March 1931)
16. 1 2 3 4 5  "Two New Solicitors: Mr. Brown and Mr. Botelho" (18 May 1933)
17. 1 2 3 4 5 6 7 8 9 10  Wordie (3 October 1999)
18. ↑  Hong Kong Government Gazette, 28 November 1941, p.966.
19. 1 2 3 4  Bruce (1991), p.135.
20. ↑  Bruce (1991), p.137.
21. ↑  "No. 842", Hong Kong Government Gazette, 1 November 1935.
22. ↑  "No. 737", Hong Kong Government Gazette, 8 September 1936.
23. ↑  "No. 813 （页面存档备份，存于）", Hong Kong Government Gazette, 9 September 1937.
24. ↑  "No. 944", Hong Kong Government Gazette, 19 August 1940.
25. ↑  "No. 1095", Hong Kong Government Gazette, 8 September 1941.
26. 1 2 3 4 5 6 7 8 9  Walker (1973), p.46.
27. ↑  Civil and Miscellaneous Lists, Hong Kong Government (1973), p.92.
28. ↑  The Army Quarterly and Defence Journal (1986), p.64.
29. 1 2  "Supplement to Issue 38628 （页面存档备份，存于）", London Gazette, 3 June 1949, p.2800.
30. 1 2  "Supplement to Issue 44210 （页面存档备份，存于）", London Gazette, 30 December 1966, p.8.
31. ↑  〈入境事務處長戈立返英渡假，法律修訂專員布德豪退休〉（1966年7月14日）
32. ↑  Staff List, Hong Kong Government (1989), p.473.
33. 1 2 3 4 5 6 7 8  李昌道（1990年2月初版），頁23至24。
34. 1 2 3  Scott (June 2000), pp.74-75.
35. ↑  "The Revised Edition of the Laws Ordinance, 1948" (1951)
36. 1 2  Report of the Working Group on the Revised Laws of Hong Kong (May 1989), pp.3-4.
37. 1 2  Historical Laws of Hong Kong Online (retrieved on 1 January 2016)
38. ↑  Land Registration Ordinance, 1844 (1940)
39. ↑  "Interpretation Ordinance (Cap. 1)" (1951)
40. ↑  "Land Registration Ordinance (Cap. 128)" (1951)
41. 1 2  "Hong Kong Chinese Christian Churches Union Incorporation Ordinance (Cap. 288)" (1951)
42. 1 2 3 4  Report of the Working Group on the Revised Laws of Hong Kong (May 1989), p.5.
43. 1 2  Report of the Working Group on the Revised Laws of Hong Kong (May 1989), pp.4-5.
44. ↑  "Hong Kong Chinese Christian Churches Union Incorporation Ordinance (Cap. 1025)" (1989)
45. ↑  "Corrupt and Illegal Practices Ordinance (Cap. 288)" (1989)
46. ↑  Report of the Working Group on the Revised Laws of Hong Kong (May 1989), p.7.
47. 1 2 3 4 5 6 7  Report of the Working Group on the Revised Laws of Hong Kong (May 1989), pp.6-7.
48. ↑  Report of the Working Group on the Revised Laws of Hong Kong (May 1989), p.48.
49. ↑  Report of the Working Group on the Revised Laws of Hong Kong (May 1989), pp.5-7.
50. ↑  Report of the Working Group on the Revised Laws of Hong Kong (May 1989), pp.1-2.
51. ↑  Report of the Working Group on the Revised Laws of Hong Kong (May 1989), pp.7-8.
52. ↑  Report of the Working Group on the Revised Laws of Hong Kong (May 1989), pp.12-14.
53. 1 2  《立法會參考資料摘要：《法例發佈條例草案》（2010年10月6日），頁1至2。
54. ↑  〈立法會秘書處就2012年3月26日會議擬備的背景資料簡介：2012年第1號編輯修訂記錄（按照《1990年法例（活頁版）條例》第2B條編訂）〉（2012年3月21日），頁1。
55. 1 2  《香港法律草擬文體及實務指引》（2012年6月），頁5。
56. 1 2  《香港法例的草擬和制定過程》（2012年6月），頁21至22。
57. ↑  Official Report of Proceedings (15 May 1991), p.85.
58. ↑  〈立法會秘書處就2008年4月28日會議擬備的背景資料簡介：議員就法律草擬科提出的關注事項〉（2008年4月23日），頁1。
59. ↑  Note for Finance Committee: Annual Report on the Implementation of Government Computer Systems (October 1999), p.3 of Appendix 1
60. 1 2 3  "Colonel Henrique Alberto (Bots) De Barros Botelho,OBE ED R.I.P." (Autumn 1999)
61. ↑  〈布德豪接任救傷隊總監〉（1968年10月25日）
62. 1 2  "Issue 44757 （页面存档备份，存于）", London Gazette, 3 January 1969, p.129.
63. 1 2  "Issue 48456 （页面存档备份，存于）", London Gazette, 18 December 1980, p.17524.
64. ↑  Sá (1999), p.186.
65. ↑  "Club History" (retrieved on 1 January 2016)
66. ↑  "BARROS BOTELHO, Henrique" (November 1999)

### 外文資料
- Civil Establishments of Hongkong for the Year 1871. Hong Kong: Hong Kong Government, 1872.
- Civil Establishments of Hongkong for the Year 1873. Hong Kong: Hong Kong Government, 1874.
- "The Superintendent of the Government Civil Hospital To the Colonial Surgeon". Hong Kong: Government Civil Hospital, 10 May 1879.
- Government Notification - No. 48. Hong Kong, Colonial Secretary's Office, Hongkong, 10 February 1883.
- Civil Establishments of Hongkong for the Year 1897. Hong Kong: Hong Kong Government, 1898.
- Civil Establishments of Hongkong for the Year 1898. Hong Kong: Hong Kong Government, 1899.
- Civil Establishments of Hongkong for the Year 1908. Hong Kong: Hong Kong Government, 1909.
- Civil Establishments of Hongkong for the Year 1909. Hong Kong: Hong Kong Government, 1910.
- "Botelho, Augusto Ceasar", Jurors List for 1931. Hong Kong: Council Chamber, 5 March 1931.
- "Two New Solicitors: Mr. Brown and Mr. Botelho", Hong Kong Daily Press, 18 May 1933, p.6.
- "Land Registration Ordinance, 1844 （页面存档备份，存于）", The Ordinances of Hong Kong. Hong Kong: Noronha, 1940.
- "Funeral of Mr. A. C. Botelho: A Highly Respected Member of Portuguese Community", Hong Kong Daily Press, 16 July 1941, p.3.
- "Interpretation Ordinance (Cap. 1) （页面存档备份，存于）", The Laws of Hong Kong. Hong Kong: Noronha, 1951.
- "The Revised Edition of the Laws Ordinance, 1948 （页面存档备份，存于）", The Laws of Hong Kong. Hong Kong: Noronha, 1951.
- "Land Registration Ordinance (Cap. 128) （页面存档备份，存于）", The Laws of Hong Kong. Hong Kong: Noronha, 1951.
- "Hong Kong Chinese Christian Churches Union Incorporation Ordinance (Cap. 288) （页面存档备份，存于）", The Laws of Hong Kong. Hong Kong: Noronha, 1951.
- Walker, Joseph, Hong Kong Who's Who: An Almanac of Personalities and Their Comprehensive Histories. Hong Kong: Rola Luzzatto, 1973.
- Civil and Miscellaneous Lists, Hong Kong Government. Hong Kong: Government Printer, 1973.
- "Col. Barros de Botelho （页面存档备份，存于）", Time to Remember [sound recording]. Hong Kong: Radio Television Hong Kong, 30 June 1974.
- Sinclair, Kevin, "BOTELHO, Henrique Alberto de Barros", Who's who in Hongkong. Hong Kong: Database Pub., 1984. ISBN 978-9-62090-024-2
- The Army Quarterly and Defence Journal Vol. 116. England: West of England Press, 1986.
- "Hong Kong Chinese Christian Churches Union Incorporation Ordinance (Cap. 1025) （页面存档备份，存于）", The Laws of Hong Kong. Hong Kong: Noronha, 1989.
- "Corruption and Illegal Practices Ordinance (Cap. 288) （页面存档备份，存于）", The Laws of Hong Kong. Hong Kong: Noronha, 1989.
- Report of the Working Group on the Revised Laws of Hong Kong. Hong Kong: Law Drafting Division, Attorney General's Chambers, May 1989.
- Staff List, Hong Kong Government. Hong Kong: J. R. Lee, Government Printer, 1989.
- Bruce, Phillip, Second to None: The Story of the Hong Kong Volunteers. Hong Kong: Oxford University Press, 1991. ISBN 978-0-19585-518-0
- Official Report of Proceedings （页面存档备份，存于）. Hong Kong: Hong Kong Legislative Council, 15 May 1991.
- （葡萄牙文） Sá, Luís Andrade de, Portugueses em Hong Kong. Macao: Fundação Oriente: Instituto Cultural de Macau, 1999. ISBN 978-9-72944-093-9
- Note for Finance Committee: Annual Report on the Implementation of Government Computer Systems （页面存档备份，存于）. Hong Kong: Information Technology and Broadcasting Bureau, the Government of the Hong Kong Special Administrative Region, October 1999.
- Wordie, Jason, "Colonel who took a secret to the grave", The South China Morning Post, 3 October 1999, p.12.
- "Colonel Henrique Alberto (Bots) De Barros Botelho,OBE ED R.I.P.", OBA Newsletter, Autumn 1999.
- "DE BARROS BOTELHO, Henrique", Voz dos Macaenses de Vancouver Volume2 Number 3, November 1999.
- Scott, Jamie, "Colonel Henrique Alberto de Barros Botelho, MBE, ED 1906-1999", THE LOOPHOLE - Journal of the Commonwealth Association of Legislative Counsel. Australia: Commonwealth Association of Legislative Council, June 2000.
- Historical Laws of Hong Kong Online （页面存档备份，存于）, Hong Kong University Library Digital Initiatives, retrieved on 1 January 2016.
- "Club History", C.C.C. Cricket Team Online, retrieved on 1 January 2016.

### 中文資料
- 〈入境事務處長戈立返英渡假，法律修訂專員布德豪退休〉，《華僑日報》第五張第一頁，1966年7月14日。
- 〈英女王元旦授勳：本港中西人士十九人獲勳，十一人得獎章〉，《香港工商日報》第五頁，1967年1月1日。
- 〈賴德准將繼布德豪後任香港團隊榮譽上校〉，《華僑日報》第二張第三頁，1968年3月31日。
- 〈布德豪接任救傷隊總監〉，《香港工商日報》第六頁，1968年10月25日。
- 李昌道著，《香港法制漫談》。香港：中華書局，1990年2月初版。ISBN 978-9-62231-743-7
- 〈立法會秘書處就2008年4月28日會議擬備的背景資料簡介：議員就法律草擬科提出的關注事項 （页面存档备份，存于）〉，《香港立法會司法及法律事務委員會》。香港：香港立法會秘書處，2008年4月23日。
- 《立法會參考資料摘要：《法例發佈條例草案》 （页面存档备份，存于）》。香港：香港立法會秘書處，2010年10月6日。
- 〈立法會秘書處就2012年3月26日會議擬備的背景資料簡介：2012年第1號編輯修訂記錄（按照《1990年法例（活頁版）條例》第2B條編訂） （页面存档备份，存于）〉，《香港立法會司法及法律事務委員會》。香港：香港立法會秘書處，2012年3月21日。
- 《香港法律草擬文體及實務指引 （页面存档备份，存于）》。香港：律政司法律草擬科，2012年6月。
- 《香港法例的草擬和制定過程 （页面存档备份，存于）》。香港：律政司法律草擬科，2012年6月。

## 外部連結
- 電子版香港法例 National and University Library of Iceland的存檔，存档日期2018-05-21
- 處理法例兩種語文本被指出現歧異的討論文件 （页面存档备份，存于）
- 香港電布達勞上校專訪 （页面存档备份，存于）（1974年6月30日）
- Historical Laws of Hong Kong Online （页面存档备份，存于） (Hong Kong University Library Digital Initiatives)
- Colonel Henrique Alberto ‘Bots’ de Barros Botelho OBE, ED, JP, Ordem de Cristo (1906 – 1999) （页面存档备份，存于） (Club Lusitano)

| 军职                       | 军职                                 | 军职              |
| -------------------------- | ------------------------------------ | ----------------- |
| 前任： H·奧雲·曉士         | 皇家香港防衛軍榮譽上校 1961年–1968年 | 繼任： 賴廉士爵士 |
| 政府职务                   |                                      |                   |
| 前任： 晏道路 （至1941年） | 香港最高法院經歷司 1947年–1949年     | 繼任： C·亞利孖打 |
| 非組織職務                 |                                      |                   |
| 前任： 何鴻章              | 香港聖約翰救傷隊總監 1968年–1979年   | 繼任： 趙公輔     |
| 其他職務                   |                                      |                   |
| 前任： 亨利·巴士度         | 西洋會所會長 1946年–1968年           | 繼任： 沙利士     |
| 前任： B·W·白普理          | 紀利華木球會會長 1953年–1991年       | 繼任： 許子石     |